# Sasakia charonda
Sasakia charonda, cunoscut și ca împăratul japonez sau marele împărat violet, este o specie de fluture din familia Nymphalidae. Este nativ din Japonia (din Hokkaidō până în Kyūshū), Peninsula Coreeană, China, Taivanul de Nord, Vietnamul de Nord. Anvergura medie este de 50 mm (2,0 in) la masculi, și 65 mm (2,6 in) la femele. Larvele speciei se hrănește cu specii de Celtis, ca Celtis jessoensis, Celtis japonica și Celtis sinensis. 
S. charonda este fluturele național al Japoniei, unde este cunoscut ca 大紫 sau オオムラサキ (oh-murasaki, marele violet).  Denumirea sa în chineză tradițională este 大紫蛺蝶.

## Referinșe
1. ↑  William C. Hewitson (1862–1866). Illustrations of New Species of Exotic Butterflies, Selected Chiefly from the Collections of W. Wilson Saunders and William C. Hewitson. Volume III (PDF). John Van Voorst. p. 50. doi:10.5962/bhl.title.12625. Verificați datele pentru: |date= (ajutor)
2. ↑  Frederic Moore (1896). Lepidoptera Indica. Volume III (PDF). Lovell Reeve & Co. Limited. p. 39. doi:10.5962/bhl.title.8763.
3. ↑  Nubuo Moriue & Masayuki Hayashi (2007). The Handbook of Insects and their Host Plants. Bun-ichi Sougou Shuppan. ISBN 978-4-8299-0026-0.
4. ↑  Markku Savela. „Sasakia Moore, 1896”. Lepidoptera and some other life forms. Accesat în 7 martie 2013.
5. ↑  Jiřina Matějková-Plšková, Dalibor Jančik, Miroslav Mašláň, Satoshi Shiojiri, & Makoto Shiojiri (2010). „Photonic Crystal Structure of Wing Scales in Sasakia Charonda Butterﬂies” (PDF). Materials Transactions. 51 (2): 202–208. doi:10.1111/j.1365-2818.2009.03233.x. Arhivat din original (PDF) la 22 septembrie 2021. Accesat în 7 martie 2013.
6. ↑  „Sasakia charonda (Japanese Emperor, Japanischer Kaiser)”. Butterflycorner.net. Accesat în 7 martie 2013.